# Conrad Müller

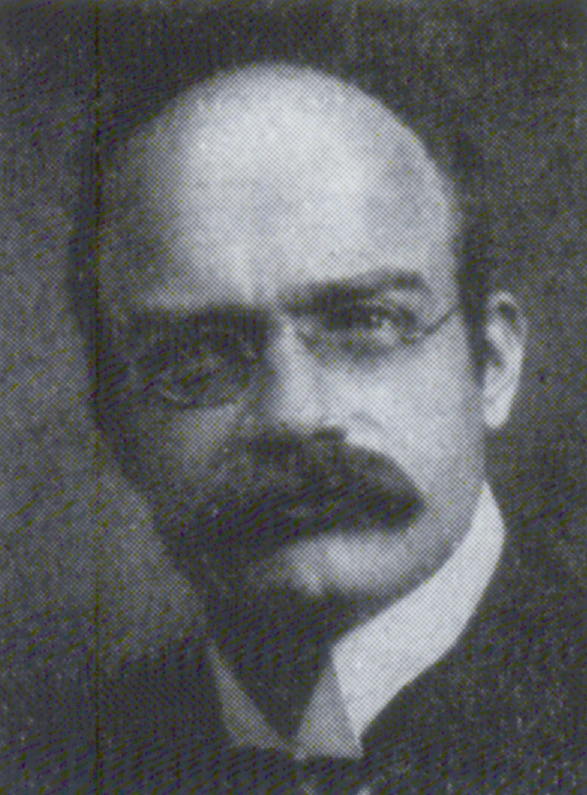
Conrad Müller

Conrad Heinrich Müller (* 12. Dezember 1878 in Bremen; † 9. Januar 1953 in Hannover) war ein deutscher Mathematiker, Mathematikhistoriker und Indologe. 

## Leben und Wirken
Conrad Müller ging in Stade aufs Gymnasium und studierte Mathematik, Naturwissenschaft, Philosophie und Sanskrit (bei Franz Kielhorn in Göttingen) an den Universitäten Freiburg im Breisgau, Berlin und Göttingen, u. a. bei Felix Klein. 1903 promovierte er in Göttingen (Studien zur Geschichte der Mathematik, insbesondere des mathematischen Unterrichts an der Universität Göttingen im 18. Jahrhundert). 1904 legte er die Lehramtsprüfung ab und ließ sich dann an der Universitätsbibliothek Göttingen zum Bibliothekar ausbilden (Abschluss 1906). Klein machte ihn dann aber zu seinem Assistenten und lud ihn zur Mitarbeit an der Enzyklopädie der mathematischen Wissenschaften ein. 1910 wurde er Professor für Mathematik an der Technischen Hochschule Hannover (als Nachfolger von Constantin Carathéodory, mit dem er seit seiner Studienzeit befreundet war). Im November 1933 unterzeichnete er das Bekenntnis der deutschen Professoren zu Adolf Hitler.
In Hannover blieb er bis zu seiner Emeritierung 1948. 1919 bis 1923 und 1945 bis 1947 war er Rektor der Technischen Hochschule Hannover (und während des Zweiten Weltkriegs beteiligte er sich nach einem Fliegerangriff sogar persönlich an den Löscharbeiten in der Universität). Auf seine Initiative wurde das Studentische Hilfswerk und die Mensa in Hannover gegründet. Ab 1936 war er als Schriftführer im Vorstand der Deutschen Mathematiker-Vereinigung.
Er war einer der engsten Mitarbeiter Kleins, mit dem er auch befreundet war, bei der Herausgabe der Enzyklopädie der mathematischen Wissenschaften. Nach Kleins Tod betreute er die Mechanik-Bände. In Hannover arbeitete er auch an der Leibniz-Edition mit. Er veröffentlichte zudem eine Arbeit über die Geschichte der Mathematik an der Universität Göttingen, über John Napier, die Anfänge der Analysis bei Leibniz, insbesondere aber über indische Mathematik, u. a. der Sulvasutra, über Aryabhata und Bhaskara. Eine geplante Indienreise kam wegen des Zweiten Weltkriegs nicht zustande.

## Ehrungen
- 1923: Ehrenbürger der Technischen Hochschule Hannover
- 1931: Ehrensenator der Hochschule

## Schriften
- mit Georg Prange: Lehrbuch der Mechanik.